# 브뤼노 쿨레
브뤼노 쿨레(프랑스어: Bruno Coulais, 1954년 1월 13일 ~ )는 프랑스의 영화 음악 작곡가, 지휘자, 피아노 연주자이다.

## 영화 목록
- 카사노바 (1992, Le Retour de Casanova)
- 시간 (1995)
- 마이크로코스모스 (1996, Microcosmos : Le Peuple de l'herbe) - 다큐멘터리
- 히말라야 지도자의 어린 시절 (1999)
- 크림슨 리버 (2000)
- 해리슨의 꽃 (2000)
- 벨파고 (2001)
- 비독 (2001)
- 위대한 비상 (2001) - 다큐멘터리
- 코러스 (2004)
- 4월의 어느 날 (2005)
- 얼음왕국: 북극의 여름 이야기 (2006) - 다큐멘터리
- 두 번째 숨결 (2007)
- 피메일 에이전트 (2008)
- 오션스 (2009) - 다큐멘터리
- 베이비 : 리얼 다큐 스토리 (2010, Bébés) - 다큐멘터리
- Le Caméléon (2010)
- 마이 워스트 나이트메어 (2011)
- 페어웰, 마이 퀸 (2012)
- Sur la piste du Marsupilami (2012)
- 해피니스 네버 컴즈 얼론 (2012)
- 마담 보바리 (2014)
- 나쁜 사랑 (2014)
- 어느 하녀의 일기 (2015)

## 애니메이션 영화 목록
- 코렐라인: 비밀의 문 (2009)
- 켈스의 비밀 (2009)
- 바다의 노래: 벤과 셀키요정의 비밀 (2014)
- 뮨: 달의 요정 (2015)
- 숲속왕국의 꿀벌 여왕 (2017)
- 늑대개 화이트팽 (2018, Croc-Blanc)
- 울프워커스 (2020)
- 웬델 & 와일드 (2022)